# Laghouat
Laghouat, ook getranslitereerd als El-Aghouat of El-Arouat, is een stad in Algerije en is de hoofdplaats van de wilaya Laghouat. De stad ligt op een zuidelijke uitloper van de Sahara-Atlas op ongeveer 400 kilometer ten zuiden van de hoofdstad Algiers, op de weg van Algiers naar Ghardaïa. Laghouat telt naar schatting 124.000 inwoners. Niet ver van de stad ligt Hassi R'Mel, de grootste bewezen gasreserve van Afrika. Laghouat is het meervoud van Ghaout.
De stad ligt nabij de wadi's Me Zi, Me Saad, Kheir en Djedi. Vroeger vormde het onderdeel van een ksar samen met Boumendala, Nedjal, Sidi Mimoun en Benbouta. Later werd een borstwering om de hele oase heen opgericht om de plaats te beschermen tegen aanvallen door andere stammen. Historicus en Maghreb-reiziger El-Ayachi vermeldde deze borstwering in 1663 in zijn boek Rihla.
Verder ligt in de buurt van de stad een basis van de Algerijnse luchtmacht, waar Su-24- en MiG-23-gevechtsvliegtuigen zijn gestationeerd.

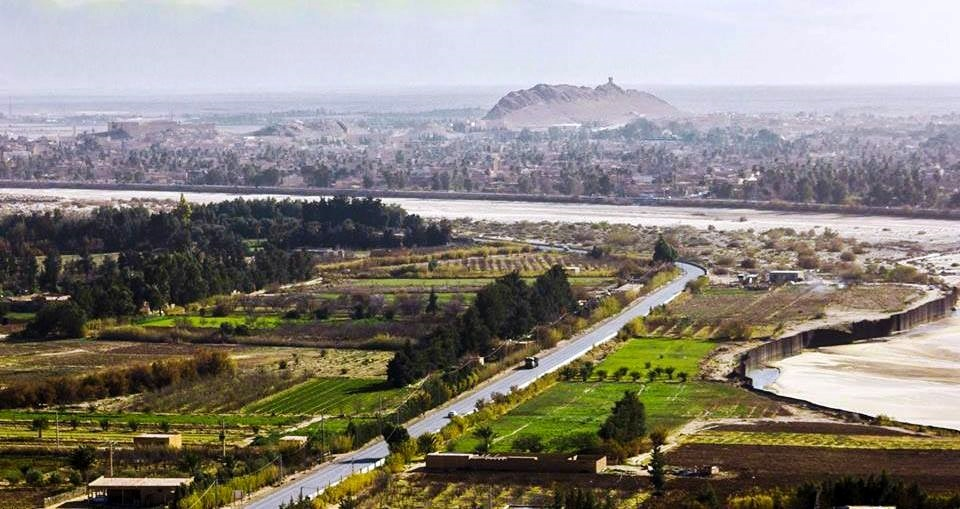
Panorama-LAGHOUAT

## Geschiedenis
De plaats ontstond mogelijk in de 9e eeuw. De precieze stichtingsdatum is niet duidelijk; het is alleen bekend dat het in een uithoek van Gaetulia lag. In de 5e eeuw AH, onze 10e eeuw, kwamen delen van de grote stam Béni-Hillal naar de plaats en gaven het de naam Laghouat.
Volgens schrijver Ibn Khaldun werd er door leden van de clan van de Béni-Laghouat, een tak van de Berberstam Maghrawa, tegen het einde van de 11e of 12e eeuw een 'qaçr', een dorp of een stad met een stenen verdedigingsmuur tegen invasies, opgericht. Zij waren op de vlucht voor vervolgingen. Daarna heersten zij er van 1058 tot 1068. In 1368 trok sultan Abu Hammu II van de dynastie Abd-El-Ouadite, die op de vlucht was voor sultan Mérinide van Fez, zijn partizanen hier samen alvorens zich terug te trekken naar de M'Zab.
In 1698 vestigde maraboet Sidi Hadj Aissa zich in de stad. In 1708 probeerde de Marokkaanse sultan Moulay Abdelmalek de plaats zonder succes schatting op te leggen. In 1727 werd de plaats veroverd door de legers van het Ottomaanse Rijk. In 1747 belegerde de bei van Titteri, nu Médéa, tevergeefs de plaats. In 1785 ondernam de dei van Oran in opdracht van de dei van Algiers een strafexpeditie naar Laghouat, omdat de stad altijd weigerde om de jaarlijkse 700 réal belasting te betalen. De stad hield echter stand en een jaar later werd een nieuwe operatie gestart door de bei, maar na een beleg van twee maanden trok deze zich opnieuw terug. Maraboet Sidi Ahmed Tidjani liet daarop de ksar Ain Madhi versterken. Het jaar erop werd door de volgende bei van Oran weer een poging ondernomen, maar alweer zonder succes. Uit wraak liet deze ksar Tadjmout, gesticht in 1666, met de grond gelijkmaken.
In 1829 stichtte sjeik Moussa Ibn Hassen El Misri de orde der Chadhilieten. In 1831 verklaarde hij een heilige oorlog tegen de Franse overheersing en richtte hiertoe een leger op. Deze strijd zou voortduren tot de Slag bij Zaatcha in 1849, waarbij hij net als sjeik Bouzian werd gedood. Op 21 november begon een Frans leger van 6.000 man onder leiding van divisiegeneraal Aimable Pélissier met de belegering van Laghouat in de laatste fase van de Franse verovering van Algerije. 13 dagen later, op 4 december, werd Laghouat ingenomen door middel van een bestorming. De Fransen gaven daarop opdracht tot de uitroeiing van de hele bevolking, waarop twee derde werd uitgemoord, waarna een tegenbevel de rest van de bevolking, die de stad ontvluchtte, voor de dood behoedde en de stad voor algehele vernietiging.
De stad werd daarop gebruikt als Franse bestuurspost en uitvalsbasis voor veroveringen meer naar het zuiden. Het grootste deel van de oude stad was echter verwoest en de Fransen startten met de bouw van een nieuw stadsdeel.
In 1955 begon de gewapende strijd tegen de Fransen voor een onafhankelijk Algerije vanuit Laghouat. Op 4 september 1957 werd de stad bezet door troepen van de barbaarse Algerijnse opstandeling Mohammed Bellounis, die de Fransen hielp maar het jaar erop door hen werd geëxecuteerd voor zijn wreedheden. In 1957 liet de Franse minister Jacques Soustelle na koel te zijn ontvangen in de plaats, de bestuurspost van de prefectuur Oasis verplaatsen van Laghouat naar Ouargla. In 1962 werd de plaats onderdeel van het nieuwe onafhankelijke Algerije.